# Rhodiola primuloides
Rhodiola primuloides är en fetbladsväxtart. Rhodiola primuloides ingår i släktet rosenrötter, och familjen fetbladsväxter.

## Underarter
Arten delas in i följande underarter:
- R. p. kongboensis
- R. p. primuloides